# المصري اليوم
المصري اليوم صحيفة مصرية مستقلة تصدر عن مؤسسة المصري اليوم للصحافة والنشر. أنشئت عام 2004. رئيس مجلس إدارتها كامل توفيق دياب وهو رجل أعمال مصري أما أول رئيس تحرير لها فكان أنور الهواري الذي يعد المؤسس الحقيقي للجريدة وفي يوم صدور أول عدد للصحيفة أجرت هيئة الإذاعة البريطانية حديثاً معه أعلن فيه عن مولد الجريدة يومية مستقلة وكان يكتب عموده اليومي مقابلاً لعمود مجدي مهنا وتبنى الاثنان معاً مبدأ التغيير وتداول السلطة وبخلع أنور الهواري عن رئاسة التحرير بشكل فجائي ووفاة مجدي مهنا فقدت الصحيفة توجهها الأساسي. أما رئيس تحريرها الحالي فهو علاء الغطريفي.
ومن الجدير بالذكر أن رجل الأعمال المصري المهندس نجيب ساويرس يمتلك حصة في رأسمال المؤسسة. بالرغم من حداثة عهد الصحيفة والمؤسسة إلا أنها استطاعت تحقيق نجاح تمثل في زيادة نسبة توزيعها، كما استطاعت أن تستقطب عدداً من الكتاب الذين رحلوا عن مؤسسات صحفية حكومية بسبب المضايقات أو بسبب ضعف المقابل المادي. تتبنى الجريدة منهجاً مستقلاً ومعتدلاً، وضع بنيته مؤسسها الأول أنور الهواري حيث لا تقوم سياسة الصحيفة على المبالغة في مدح وتأييد جهود الحكومة أو تبرير أخطائها «كما تفعل معظم الصحف الوطنية» بحسب رأي البعض، وكذلك فإنها لا تغالي في النقد الجارح للحكومة وتصيد أخطائها كما تفعل بعض الصحف الحزبية والمستقلة الأخرى. حققت الصحيفة شهرة واسعة حين نشرت شهادة المستشارة نهى الزيني في واقعة تزوير انتخابات مجلس الشعب بدائرة دمنهور في عام 2005

## تهم بالرقابة الذاتية
عارض رئيس التحرير لـالمصري اليوم لمقالة كانت ستنشر في المصري اليوم النسخة الإنجليزية، الصحيفة الأسبوعية المنشورة بالإنجليزية التابعة لـالمصري اليوم. قد افتتحت صحيفة المصري اليوم النسخة الإنجليزية مطبوعة في نوفمبر 2011. كان العدد الثاني لـ المصري اليوم النسخة الإنجليزية سيحمل افتتاحية بقلم روبرت سبرينجبورج، وهو يدرس العلوم السياسية وخبير في شئون العلاقات العسكرية-المدنية في مصر، وكانت الافتتاحية ستنتقد المجلس الأعلى للقوات المسلحة الذي كان وما زال يحكم مصر منذ استقالة الرئيس الأسبق حسني مبارك في فبراير 2011. عمل سبرينجبورج وصحفيي المصري اليوم النسخة الإنجليزية لكي يغيروا الأجزاء المخالفة (في عيون رئيس التحرير لـالمصري اليوم) غير أن العدد الثاني للصحيفة الإنجليزية ما نُشر بعد. الأستاذ سبرينجبورج نفسه أُتهم في نشرة المصري اليوم العربية لليوم السابع شهر ديسمبر 2011 بأنه «متآمر ضد استقرار مصر». مسألة الرقابة الذاتية دفعت صحفيي المصري اليوم النسخة الإنجليزية إلى أن يكتبوا أن «حتى بعد 25 يناير، الرقابة الذاتية لا تزال تجتاح وسائل الإعلام المصرية. كصحيفة مصرية، نحن أيضا نعاني منها. ولكن الرقابة الذاتية، إذا استوعبت وأصبحت أمر لا جدال فه، فيصبح من المستحيل الرجعة منه.»

## كتاب المصري اليوم
تتميز صحيفة المصري اليوم أنها تحتوى على عدد من الكتاب المرموقين والمحبوبين في الصحافة المصرية.
- نذكر من هؤلاء الراحل مجدي مهنا صاحب العمود الشهير «في الممنوع»
- الدكتور حسن نافعة السياسي والكاتب.
- أيضا يكتب فيها المحلل السياسي الكبير والمعروف الدكتور مصطفى الفقي
- الكاتب الأستاذ سعد هجرس والذي كان يعتبر من أكبر الكتاب في صحيفة الجمهورية قبل أن ينهى عمله معها ويتفرغ للكتابة لجريدتي المصري اليوم والعالم اليوم.
- الكاتب الراحل أمير الساخرين جلال عامر الذي كان يكتب تحت باب تخاريف

وهناك أيضاً رامي جلال عامر الذى يكتب مقالاً أسبوعياً في باب 7 أيام، وكذلك الكاتب الكبير سليمان الحكيم والكاتبة فاطمة ناعوت والإعلامي عمرو الليثى.. بالإضافة إلي الإعلامية لميس الحديدي ومن الكتاب المراسلين وغير التابعين للجريدة نذكر القانوني يحيى الجمل والكاتب المشهور محمد حسنين هيكل والكاتب الساخر والسيناريست بلال فضل مقدم برنامج عصير الكتب والذي يكتب مقاله اليومي (اصطباحة)..أيضا من الكتاب الإعلامي أحمد المسلماني مقدم برنامج الطبعة الأولى في قناة دريم ومن كتاب المصري اليوم الكاتب الصحفي الأستاذ أسامة هيكل الصحفي بجريدة الوفد.
أيضا الكاتب والخبير الأستاذ الدكتور محمود عمارة علاوة على كل هؤلاء الإعلامية الدكتورة درية شرف الدين والتي كانت تقدم البرنامج الشهير نادى السينما والكاتبة الأستاذة فريدة الشوباشي الكاتبة الناصرية ومن الكتاب السابقين الباحث السياسي الدكتور عمرو حمزاوي بمعهد كارنيجى للسلام قبل أن ينتقل إلى الكتابة في صحيفة الشروق. والإعلامي الأستاذ حمدى قنديل والذي انتقل بعدها للكتابة في صحيفة الشروق.

## رؤساء التحرير
1. مجدي مهنا (2004)
2. أنوار الهواري (2004-2005)
3. مجدي الجلاد (2005-2012)
4. محمد سمير (2012)
5. ياسر رزق (2012-2013)
6. علي السيد (2014) [4]
7. محمود مسلم (2015) [5]
8. محمد السيد صالح (2016) [6]
9. حمدي رزق (2018)
10. عبد اللطيف المناوي (2018)
11. علاء الغطريفي (2023)

## وصلات خارجية
- الموقع الرسمي